# النيرة
خلنيره / Xelnêrê (النيرة: بالعربية) أسم  قرية  خلنيره  لقب  كردي و هو مكون من شقين الأول خل من أسم العلم خليل أما الشق الثاني فهو نير أي الرجل ( أو الذكر) و هي صفة تطلق على الرجل الشجاع  في اللغة الكردية.
خلنيره هي قرية كردية واقعة في مدينة عفرين تبعد مسافة 7 كم عن عفرين و تبعد مسافة 67 كم عن محافظة حلب 67
القرى المجاورة و الحدود:من جهة الشمال قرية جوقه,ومن جهة الجنوب قرية معراته, ومن جهة جنوي شرقي قرية كفر شيله.
تقع القرية على السفح الشرقي لجبل حشتيان، ينحدر من جوارها وادي خلنير العميق الذي ينحدر شرقا نحو السهل.
اداريا ً تابعة ل :مدينة عفرين Efrîn – محافظة حلب – سوريا.
بلغ تعداد سكانها 1196 نسمة حسب التعداد السكاني لعام 2004، و1196 نسمة حسب قيود السجل المدني لنهاية عام 2005.